# Андре Машіно
Андре Машіно (фр. André Maschinot; нар. 28 червня 1903, Вальдуа, Бельфор, Франція — пом. 10 березня 1963, Кольмар, Верхній Рейн, Ельзас, Франція) — французький футболіст, що грав на позиції нападника. Перший гравець, який забив в одному матчі чемпіонату світу два м'ячі.

## Спортивна кар'єра
Починав виступи на футбольних полях у команді «Бельфор». Разом з захисником Етьєном Маттле в 1927 році перейшов до «Страсбура», через два сезони — до новоствореного клубу «Сошо». Перший успіх до команди прийшов у 1931 році — здобула перемогу в кубку Пежо, що є одним з попередників загальнонаціонального футбольного чемпіонату.
У 1932 році була створена професіональна ліга і до початку Другої світової війни команда з Франш-Конте була одним із лідерів французького футболу. Як професіонал відіграв п'ять сезонів, по одному разу був чемпіоном і віце-чемпіоном елітного дивізіону французького футболу. Всього провів у лізі 74 матчі (24 голи), у кубку — 20 матчів (20 голів).
За національну команду дебютував 24 квітня 1927 року. У Коломбі зіграли внічию з італійською командою (3:3). Навесні 1930 року провів ще дві гри і потрапив до заявки на світову першість в Уруграї.
На турнір приїхали лише чотири європейських збірних: Бельгії, Румунії, Франції й Югославії. У стартовому матчі групи «А» французи здобули переконливу перемогу над збірною Мексики (4:1). Але в наступних поєдинках зазнали мінімальних поразок від збірних Аргентини і Чилі. У підсумку третє місце, а переможці групи — аргентинці — дійшли до фіналу, де поступилися господарям змагання. Андре Машіно відзначився «дублем» у ворота мексиканського голкіпера Оскара Бонфільйо, у другому матчі отримав пошкодження і в останній грі перебував у резерві.

## Досягнення
- Чемпіон Франції (1): 1935
- Віце-чемпіон Франції (1): 1937
- Володар кубка Пежо (1): 1931

## Статистика
Статистика виступів в офіційних матчах:
| Сезон             | Команда           | Чемпіонат         | Чемпіонат | Чемпіонат | Кубок | Кубок | Збірна | Збірна |
| Сезон             | Команда           | Ліга              | Ігри      | Голи      | Ігри  | Голи  | Ігри   | Голи   |
| ----------------- | ----------------- | ----------------- | --------- | --------- | ----- | ----- | ------ | ------ |
| 1926/27           | «Бельфур»         | —                 | —         | —         | —     | —     | 1      | 0      |
| 1929/30           | «Сошо»            | —                 | —         | —         | —     | —     | 2      | 0      |
| 1930/31           | «Сошо»            | —                 | —         | —         | 6     | 7     | 2      | 2      |
| 1931/32           | «Сошо»            | —                 | —         | —         | 3     | 3     | —      | —      |
| 1932/33           | «Сошо»            | Д-1               | 18        | 9         | 4     | 6     | —      | —      |
| 1933/34           | «Сошо»            | Д-1               | 26        | 9         | 2     | 2     | —      | —      |
| 1934/35           | «Сошо»            | Д-1               | 17        | 4         | —     | —     | —      | —      |
| 1935/36           | «Сошо»            | Д-1               | 7         | 1         | 2     | 0     | —      | —      |
| 1936/37           | «Сошо»            | Д-1               | 6         | 1         | —     | —     | —      | —      |
| Усього за кар'єру | Усього за кар'єру | Усього за кар'єру | 74        | 24        | 20    | 20    | 5      | 2      |

Статистика виступів на чемпіонатах світу:
| група «А» 13 липня 1930 |

| Франція                        | 4 — 1 | Мексика       |
| ------------------------------ | ----- | ------------- |
| Лоран 19', 40' Машіно 43', 87' | Звіт  | Карреньйо 70' |

| «Естадіо Посітос» (Монтевідео) Глядачів: 4 444 |

Франція: Алексіс Тепо, Марсель Ланжіє, Александр Віллаплан (), Ернест Лібераті, Андре Машіно, Етьєн Маттле, Марсель Пінель, Люсьєн Лоран, Марсель Капелль, Огюстен Шантрель, Едмон Дельфур. Тренер — Рауль Кодрон.
Мексика: Оскар Бонфільйо, Хуан Карреньйо, Рафаель Гутьєррес (), Хосе Руїс, Альфредо Санчес, Луїс Перес, Іларіо Лопес, Діонісіо Мехія, Феліпе Росас, Мануель Росас, Ефраїн Амескуа. Тренер — Хуан Луке.
| група «А» 15 липня 1930 |

| Аргентина | 1 — 0 | Франція |
| --------- | ----- | ------- |
| Монті 81' | Звіт  |         |

| «Естадіо Парк Сентрал» (Монтевідео) Глядачів: 23 409 |

Аргентина: Анхель Боссіо, Франсіско Варальйо, Хосе Делья Торре, Луїс Монті, Хуан Еварісто, Маріо Еварісто, Мануель Феррейра (), Роберто Черро, Рамон Муттіс, Наталіо Перінетті, Педро Суарес. Тренер — Франсіско Оласар.
Франція: Алексіс Тепо, Ернест Лібераті, Андре Машіно, Етьєн Маттле, Марсель Пінель, Марсель Ланжіє, Александр Віллаплан (), Люсьєн Лоран, Марсель Капелль, Огюстен Шантрель, Едмон Дельфур. Тренер — Рауль Кодрон.